# Elsie Ferguson
Elsie Ferguson (19 de agosto de 1883-15 de noviembre de 1961) fue una actriz teatral y cinematográfica estadounidense.

## Primeros años
Su verdadero nombre era Elsie Louise Ferguson, y nació en la ciudad de Nueva York. Era hija única de Hiram Benson Ferguson, un abogado de éxito. Criada y educada en Manhattan, se interesó desde muy joven por el teatro, debutando en la escena a los diecisiete años de edad, actuando como corista en una comedia musical. 
En 1909 ya era una estrella del teatro de Broadway, trabajando en The Girl from Kays, entre otras obras, y en 1910 pasó una temporada en la escena londinense. Tuvo amistad con las actrices Evelyn Nesbit y Ethel Barrymore.
Durante la Primera Guerra Mundial, numerosas estrellas de Broadway organizaron una campaña para vender bonos de guerra antes de las representaciones, así como en actuaciones en lugares públicos como la Biblioteca Pública de Nueva York. Ferguson, gracias su gran belleza y a ser considerada como una de las "aristócratas de Park Avenue", fue una de las artistas que más bonos vendió.

## Estrellato
En la cima de su fama, varios estudios le ofrecieron un contrato que ella rechazó, hasta que el director Maurice Tourneur le propuso hacer el papel principal de su film mudo de 1917 Barbary Sheep. El productor y director Adolph Zukor firmó entonces un contrato por el cual la actriz filmaría 18 películas en tres años, cobrando 5.000 dólares semanales.
Tras este primer título, Ferguson fue muy promocionada, y rodó tres filmes más dirigidos por Tourneur con un lucrativo contrato con Paramount Pictures, que le pagaba 1000 dólares diarios además de su contrato semanal. Su único film mudo que ha sobrevivido es Witness for the Defense (1919), interpretado junto a Warner Oland, y que se había representado en la escena en 1911 por su amiga Ethel Barrymore.

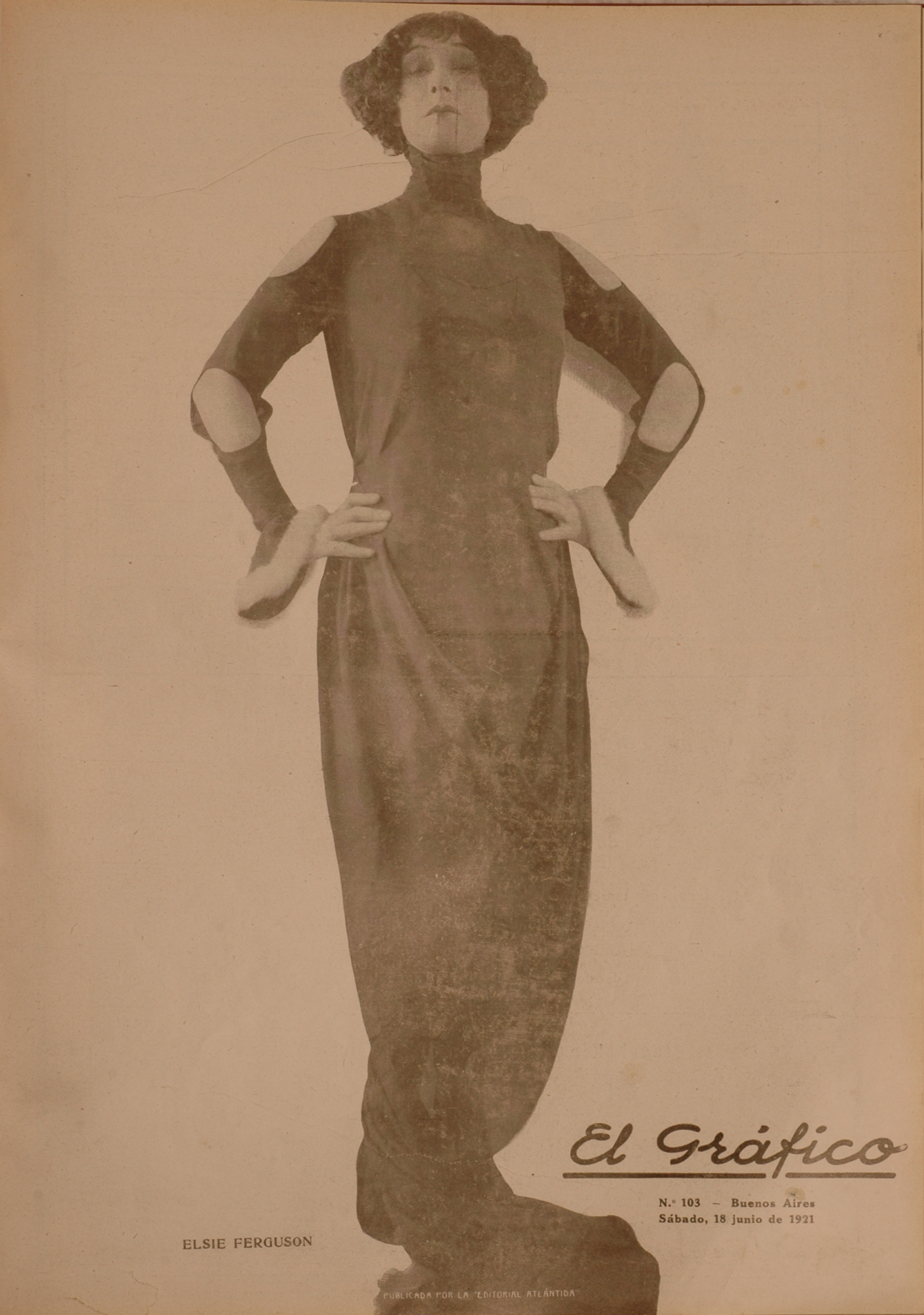
Ferguson en la portada de El Gráfico, 1921

Elsie Ferguson finalmente decidió viajar al oeste del país, comprándose una casa en Hollywood, California. En 1920 viajó a Oriente Medio y a Europa. Se enamoró de París, Francia, y de la Costa Azul, y a los pocos años se compró una casa allí. 
En 1921 aceptó otro contrato con Paramount Pictures para interpretar cuatro filmes en un período de dos años. Uno de ellos fue el de 1921 titulado Forever, en el que trabajaba con la estrella masculina del momento, Wallace Reid. Éste fue considerado su mejor trabajo para el cine.

## Cine sonoro y retiro
En 1925 solo rodó una película, y volvió a la escena teatral de Broadway. En 1930 hizo su primer film sonoro, que también sería su última interpretación para el cine, Scarlett Pages, conservado actualmente en la Biblioteca del Congreso de Estados Unidos.
A pesar de su riqueza, su fama y su glamoroso estilo de vida, la vida personal de Elsie Ferguson no fue sencilla, y se casó en cuatro ocasiones. Tras su último matrimonio a los 51 años de edad, ella y su marido adquirieron una granja en Connecticut, y dividieron su tiempo entre la misma y su casa en Antibes, en el sur de Francia. 
La última actuación de Ferguson en Broadway tuvo lugar en 1943, a los 60 años de edad, con aplauso de la crítica. Interpretó Outrageous Fortune, una pieza escrita por su vecina Rose Franjen, y que se retiró del cartel a las ocho semanas de su estreno. 
Elsie Ferguson falleció en el Hospital Lawrence Memorial de New London, Connecticut, en 1961. Fue enterrada en el Cementerio Duck River de Old Lyme, Connecticut.